# マティス・ボリー
マティス・ボリー（Mathis Bolly、1990年11月14日 - ）は、ノルウェー・オスロ出身のプロサッカー選手。元サッカーコートジボワール代表。ポジションはMF。

## 経歴

### クラブ
父親はコートジボワール人で母親はノルウェー人。オスロのチームでプレーを始め、2008年にリールストロムSKとプロ契約を結んだ。
2013年1月2日、フォルトゥナ・デュッセルドルフに移籍。
2016年6月22日、SpVggグロイター・フュルトと2年契約を結んだ。
2019年2月、モルデFKと単年契約を結んだ。

### 代表
ユース年代ではノルウェー代表としてプレーしていたが、フル代表はコートジボワール代表に変更した。
2013年6月8日のガンビア代表戦でコートジボワール代表デビュー。2014 FIFAワールドカップではコロンビア戦に途中出場した。

## 代表歴

### 出場大会
- コートジボワール代表
  - 2014 FIFAワールドカップ

### 試合数
- 国際Aマッチ 5試合 0得点（2013年-2014年）[6]

| コートジボワール代表 | 国際Aマッチ | 国際Aマッチ |
| 年                   | 出場        | 得点        |
| -------------------- | ----------- | ----------- |
| 2013                 | 2           | 0           |
| 2014                 | 3           | 0           |
| 通算                 | 5           | 0           |